# Psychoda ypsylon
Psychoda ypsylon är en tvåvingeart som beskrevs av Satchell 1953. Psychoda ypsylon ingår i släktet Psychoda och familjen fjärilsmyggor. Inga underarter finns listade i Catalogue of Life.